# São Valério da Natividade
São Valério da Natividade is een gemeente in de Braziliaanse deelstaat Tocantins. De gemeente telt 5.017 inwoners (schatting 2009).